# Postgeschichte und Briefmarken Württembergs
Dieser Artikel behandelt die Postgeschichte und Briefmarken von Württemberg von der Ernennung eines ersten württembergischen Botenmeisters bis zum Ende der selbständigen württembergischen Post im Jahr 1920.

## Postgeschichte von Württemberg

### Historische Entwicklung
Die württembergische Postgeschichte beginnt 1553 in Stuttgart, als ein eigener Botenmeister angestellt wurde, dessen Tätigkeit in einer Kanzleiordnung geregelt wurde. Seine Aufgabe war es, die amtlichen Briefschaften durch die von den Ämtern ankommenden Boten oder durch eigene Boten von Amt zu Amt austragen zu lassen. Zu Zeiten von Friedrich I. (1557–1608) gingen Boten und eigene Landesposten von Wien nach Prag nach Stuttgart und ganz Schwaben und die Botenmeister rechneten untereinander ab. In der Postordnung von 1603 ist ausdrücklich von Postjungen (Staatskuriere, wie Wolf von Trotha oder Georg Friedrich von Hutten, die auch ihre Posthörner führten), Postreitern, Poststationen und Postkursen im ganzen Lande die Rede.
Der niederländisch-italienische Postkurs führte seit seiner Einrichtung am Ende des 15. Jahrhunderts durch Württemberg. Die Betreiberfamilie der Taxis war bemüht, den vorhandenen württembergischen Verkehrseinrichtungen wie den landesherrlichen und städtischen Boten sowie den Metzgerposten nicht zu nahe zu treten. Die taxisschen Botenposten über Knittlingen, Cannstatt und Ebersbach/Fils wurden auf Grund von Privatverträgen oder mit landesherrlicher Verfügung eingerichtet. Es dauerte nicht lange, bis auch die württembergischen Herzöge ihre Briefe durch sie befördern ließen.
Nach der Ernennung Leonards I. von Taxis zum General-Obrist-Postmeister des Reiches (1595) und der Übertragung des Reichspostgeneralats an das Haus Taxis (1615) befürchtete man auch in Württemberg die Einschränkung seiner Rechte durch das taxissche Postregal. Zumal Taxis begonnen hatte, seine Posten auf die schwäbischen Reichsstädte auszudehnen (Rottweil 1615, Heilbronn 1650). Die bestehenden württembergischen Botenposten entwickelten sich auch weiter. Taxis wandte sich deswegen erfolglos an den Kaiser. Der Herzog von Württemberg half dem Kaiser im Krieg gegen die Türken.
Die Einrichtung einer eigenen württembergischen Landespost (1709) durch Herzog Eberhard Ludwig (1676–1733) hatte die Aufhebung der Landkutschen und der Metzgerposten zur Folge, die Landboten arbeiten eingeschränkt weiter. Aus Unvermögen musste diese Post 1715 aufgegeben werden. Die alten Posten wurden reaktiviert, Taxis weitete seine Dienste aus. Durch die Heirat des Herzogs Alexander mit einer Prinzessin von Thurn und Taxis wurde dieser Vorgang befördert.
Seit 1744 hatte die Reichspost das Recht, „schnelle Postwagen“ einzusetzen, was den Landkutschen natürlich die Kunden abspenstig machte. In einem Vertrag vom 12./18. November 1775 mit Thurn und Taxis wurden die Landkutschen auf 30 Jahre an das Haus Taxis verpachtet.
Die Umwälzungen zu Anfang des 19. Jahrhunderts im Zusammenhang mit dem Reichsdeputationshauptschluss brachten dem württembergischen Herzog die Kurwürde und dies führte zu einer Neuordnung der Postverhältnisse.

### Württembergische Staatspost von 1806 bis 1819
Am 19. Dezember 1805 wurden die Oberämter beauftragt, die Post für den Staat in Besitz zu nehmen sowie die Postkasse, Rechnungen und sonstige Akten zu beschlagnahmen. Sie hatten die kaiserlichen Reichsadler von den Posthäusern zu entfernen und durch kurfürstliche Wappen zu ersetzen sowie die Postbeamten für den Kurfürsten zu verpflichten.
Als der Kurfürst am 1. Januar 1806 die Königswürde annahm, waren 28 Postämter vorhanden. Die Post wurde von einer Postkommission, später einer Ober-Postdirektion, unter dem Departement des Auswärtigen, verwaltet. Durch Verfügung vom 19. Juni 1807 fungierten die vier Ober-Postämter Stuttgart, Tübingen, Heilbronn und Biberach (Riß) als Mittelbehörden zwischen der Ober-Postdirektion und den inzwischen auf 68 vermehrten Postämtern. Als 1810 Ulm an Württemberg kam, wurde das Ober-Postamt von Biberach nach Ulm verlegt.
Die Leitung und die Titel wechselten von „Reichs-Ober-Post-Direktion“ (1807) in „Reichs-General-Ober-Post-Direktion“ (1808), dem Innenminister unterstellt, um am 13. Dezember 1816 wieder zur „Ober-Postdirektion“ zu werden. Es wurde ein Kollegialsystem zur Gesamtleitung gebildet. In Stuttgart war das General-Postamt, 1816 zum Haupt-Postamt umbenannt, dem die drei anderen Oberpostämter untergeordnet wurden.
Die Postkurse wurden erweitert, um die alten mit den neu erworbenen Gebieten zu verbinden, und neue Postanstalten wurden errichtet. 1807 wurde eine Post-Dienst-Instruktion erlassen und am 1. Juli 1814 feste, allgemein gültige Briefpost- und Postwagentarife eingeführt. Nach dem 21. Januar 1807 wurde das Landbotenwesen weitgehend beschränkt und eigentlich nur noch Amtsboten unter behördlicher Aufsicht zur Versorgung der Post ohne Postanstalt zugelassen.

### Taxissche Lehenspost von 1819 bis 1851
Während der Zeit der württembergischen Staatspost hatte Thurn und Taxis nichts unversucht gelassen, um wieder in die alten Rechte gesetzt zu werden.
Am 27. Juli 1819 wurde ein „Erb-Mann-Thronlehens-Vertrag“ abgeschlossen. Nun war Fürst Karl Alexander von Thurn und Taxis kgl. württembergischer Erb-Land-Postmeister. Dafür durfte er jährlich 70.000 Gulden an die württembergische Staatskasse zahlen. Nach einer Übergangszeit trat am 1. Oktober 1819 eine vom Erblandpostmeister ernannte General-Postdirektionskommission in Tätigkeit, die die laufenden Geschäfte solange erledigte, bis die Zentralverwaltung am 15. November 1819 vollständig mit der General-Postdirektion in Frankfurt (Main) vereinigt werden konnte. Es bestanden in Württemberg nun 4 Ober-Postämter und 87 Postämter. Der Besitz der Post blieb jedoch beim König; er bestätigte die Poststellen und erließ die Postgesetze. Die taxissche Generaldirektion in Frankfurt (Main) musste mit der „Generaldirektion der württembergischen Posten“ zusammenarbeiten. Es galt weiterhin die Dienstinstruktion von 1807, von kleinen Änderungen abgesehen.
Die Oberpostämter hatten jeweils zwei Abteilungen, je eine für die Fahr- und die Briefpost. Untergeordnete Postanstalten waren Postämter (mit Poststall), Postexpeditionen (ohne Poststall) und Relais, die lediglich die Postbeförderung vollzogen. Später kamen Postablagen, mit eingeschränktem Dienst, hinzu. Ab 1. Mai 1822 wurden Eilwagen eingeführt, die Verbindungen, auch ins Ausland, verbessert und die Zahl der Postanstalten erhöht.
Bald nach der Eröffnung der Eisenbahn am 22. Oktober 1845 verlangte Taxis eine Entschädigung für den dadurch entgangenen Gewinn, dass ein nicht geringes Kontingent an Post und Personen inzwischen mit der staatlichen Eisenbahn transportiert wurde. Durch Vertrag wurde der Postlehnsvertrag schließlich zum 1. Juli 1851 vollends aufgelöst. Der Fürst von Thurn und Taxis erhielt eine Abtretung von 1.300.000 Gulden für die Aufgabe seiner Rechte und die Postgebäude mit Ausrüstung.

### Württembergische Staatspost von 1851 bis 1871
Württemberg trat am 1. September 1851 dem Deutsch-Österreichischen Postverein bei. Die Leitung der württembergischen Staatspost oblag dem Finanzministerium, dem auch schon das Eisenbahnen- und Telegraphenwesen unterstand. Eine Postkommission wurde eingesetzt, die am 8. November 1858 zur Postdirektion wurde. Die Ober-Postämter wurden mit Wirkung vom 1. Juni 1852 aufgehoben, die bisher untergeordneten Postanstalten unterstanden nun direkt der Postdirektion, die 122 Postanstalten zu verwalten hatte. Vom Juli 1855 an wurden in kleineren Orten Postablagen als Zweigpostämter benachbarter selbständiger Postanstalten eingerichtet. Seit 1856 wurden in größeren Städten „Postaufgabebureaus“ etabliert. 1864 ging die Oberleitung an das Außenministerium über.
Seit dem 1. April 1852 bestanden fahrende Posten auf der Eisenbahn, die seit dem 5. Oktober 1865 Eisenbahn-Postämter genannt wurden. Am 15. März 1869 kamen Fahrpostexpeditionsbureaus, zur Umarbeitung der Fahrpostsendungen, hinzu. Die Leitung unterstand einem Büro der Postkommission, wurde dann aber zum 5. Oktober 1865 der neu gegründeten Eisenbahnpostinspektion unterstellt.

### Württemberg im Deutschen Reich 1871–1920
Nach der Verfassung des Deutschen Reiches vom 16. April 1871 blieb dem Königreich Württemberg die selbständige Ausübung des Post- und Telegraphenwesens in seinem Gebiet gewahrt. Dem Reich stand ausschließlich das Recht der Gesetzgebung über die Vorrechte der Post und Telegraphie, über die rechtlichen Verhältnisse beider Anstalten zu der Verkehrswelt, über die Portofreiheit und das Portotaxwesen – mit Ausnahme der reglementarischen und Tarifbestimmungen für den inneren Verkehr innerhalb Württembergs – sowie die Regelung des Post- und Telegraphenverkehrs mit dem Ausland zu, ausgenommen den eigenen unmittelbaren Verkehr Württembergs mit seinen, dem Reich nicht angehörenden Nachbarstaaten.
Mit einer Verordnung vom 28. Juni 1875 wurde vorübergehend eine Generaldirektion der Verkehrsanstalten eingerichtet. Am 1. April 1881 kam es zu einer Neuregelung, die bis zum 1. April 1920 gültig blieb. Unter dem Außenministerium des Königreichs stand die Generaldirektion der Posten und Telegraphen. Bis zum 19. September 1916 war der Direktion ein Rat der Verkehrsanstalten beigeordnet.
Blieben die Postämter und Postexpeditionen bestehen, fielen die Relais nach und nach weg. Am 1. März 1876 wurde die Bezeichnung Postamt auch für die Postexpeditionen verwendet. Die Postablagen (1855 eingeführt) erhielten am 1. Juni 1876 die Bezeichnung Postagentur. Am 30. Juni 1867 gab es 367 Postämter und 117 Postagenturen, am 31. März 1891 waren es 368 Postämter, 219 Postagenturen und 251 Posthilfstellen. Durch Verfügung vom 28. Juni 1893 wurden die Postämter in drei Klassen eingeteilt: Ämter der Klasse I waren mit einem Oberpostmeister besetzt, die der Klasse II mit einem planmäßigen Postmeister und Klasse III mit einem Postverwalter oder Postexpediteur. Die Postaufgabebureaus (1856 eingerichtet) wurden seit 1894 „Zweigpoststellen“ genannt, deren Aufgabe nur auf den Annahme- und Abfertigungsdienst beschränkt war. Seit dem 1. August 1887 kamen in den Landorten Posthilfstellen hinzu.
Die Eisenbahnpostämter (seit 1865) wurden, mit der Neuordnung des Fahrpostwesens, in Bahnpost umbenannt. Die Eisenbahnpostinspektion erhielt am 1. August 1891 die Bezeichnung Bahnpostamt Stuttgart, gleichzeitig wurde in Ulm, wo seit dem 31. März 1890 eine Bahnpostzweigstelle bestand, ein zweites Bahnpostamt errichtet.

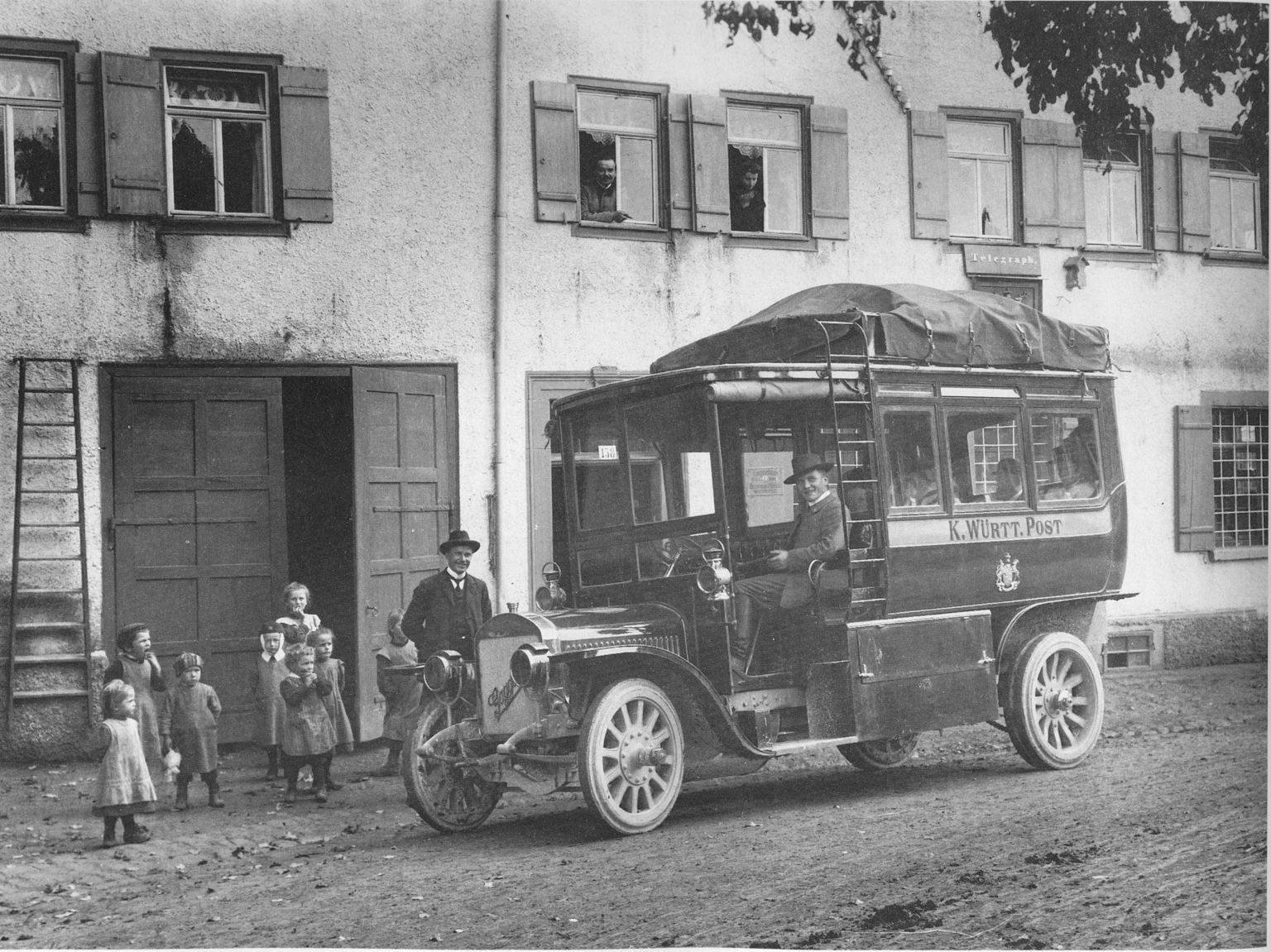
Kraftpost-Bus der Gaggenauer Benzwerke in Rosenfeld (1909)

Die erste Kraftfahrlinie in Württemberg wurde 1898 von Privatunternehmern eingerichtet und von der Postverwaltung durch Übertragung der Postsachenbeförderung unterstützt. Am 4. Oktober 1909 verkehrten die ersten staatlichen Kraftposten in Württemberg versuchsweise zwischen Balingen, Rosenfeld, Oberndorf (Neckar) und Sulz (Neckar). Bis zum Kriegsausbruch 1914 bestanden bereits 37 Kraftpostlinien. Am 1. April 1920 waren 35 Linien in Betrieb.
Auf Grund des Staatsvertrags zwischen dem Deutschen Reich und dem Volksstaat Württemberg über den Übergang der Post- und Telegraphenverwaltungen an das Reich vom 29./31. März 1920 hat das Reich die Verwaltung des Post- und Telegraphenwesens samt dem Fernsprechwesen in Württemberg mit Wirkung vom 1. April 1920 übernommen.

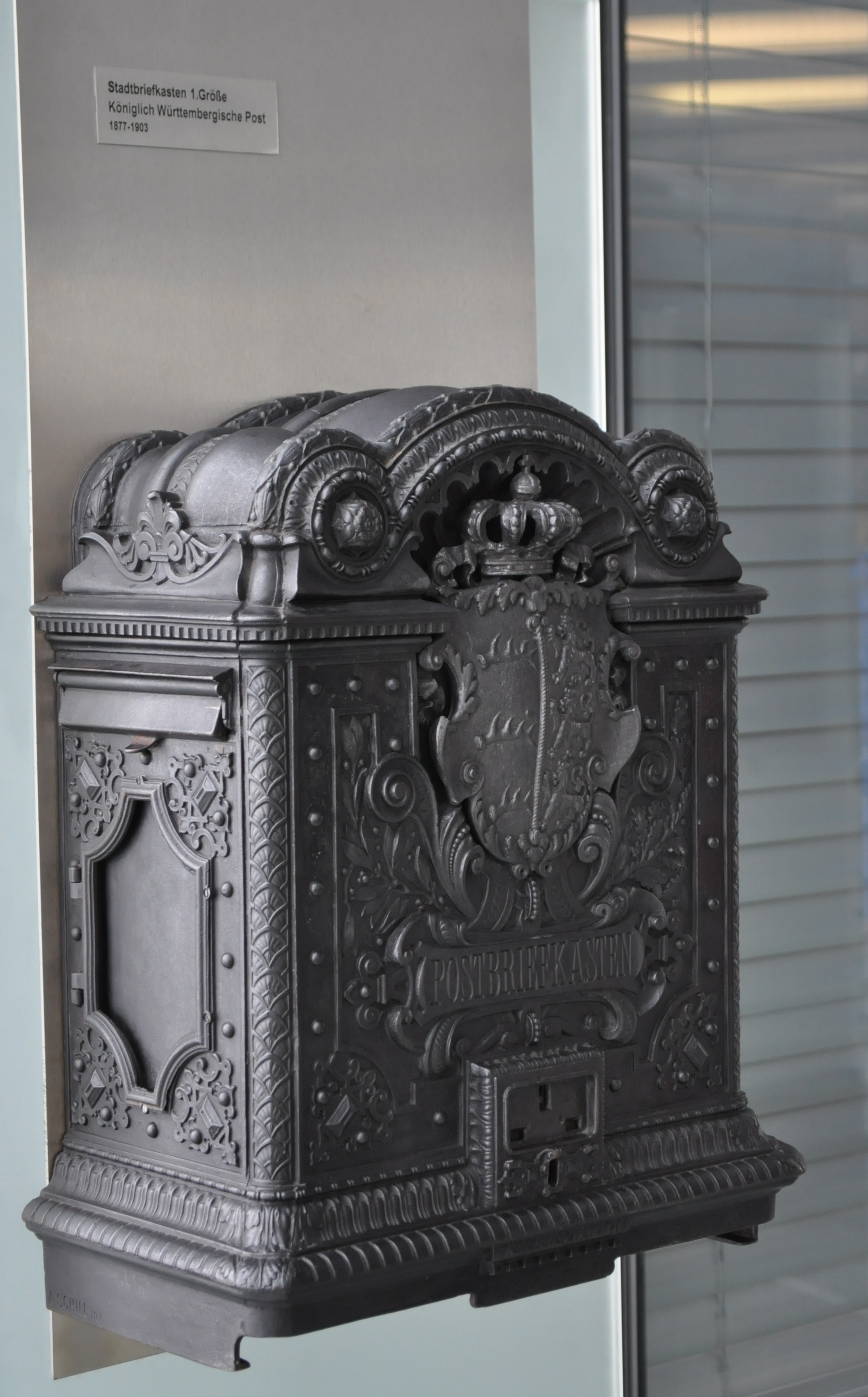
Stadtbriefkasten 1. Größe, Königlich Württembergische Post 1877–1903
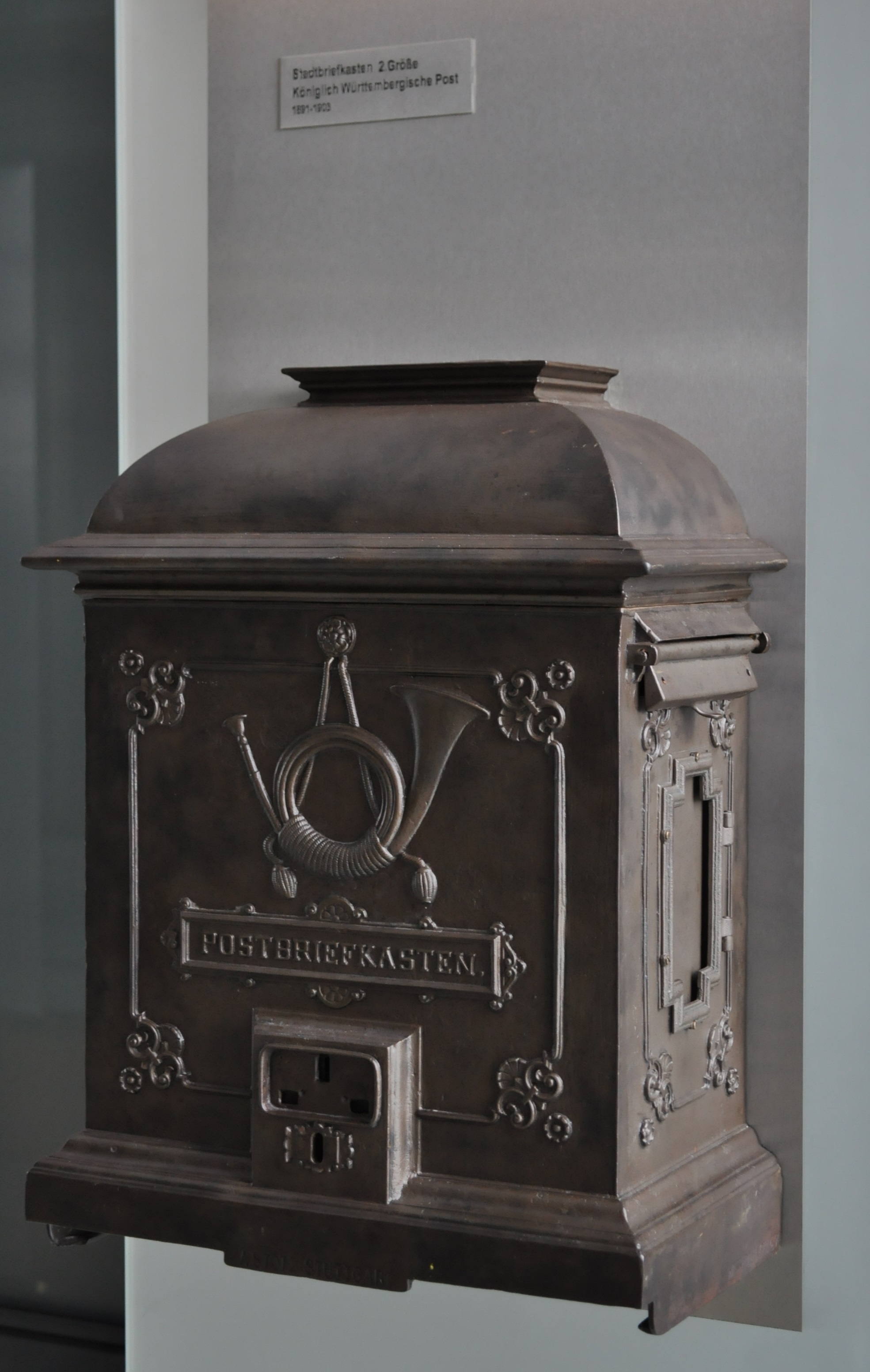
Stadtbriefkasten 2. Größe, Königlich Württembergische Post 1891–1903
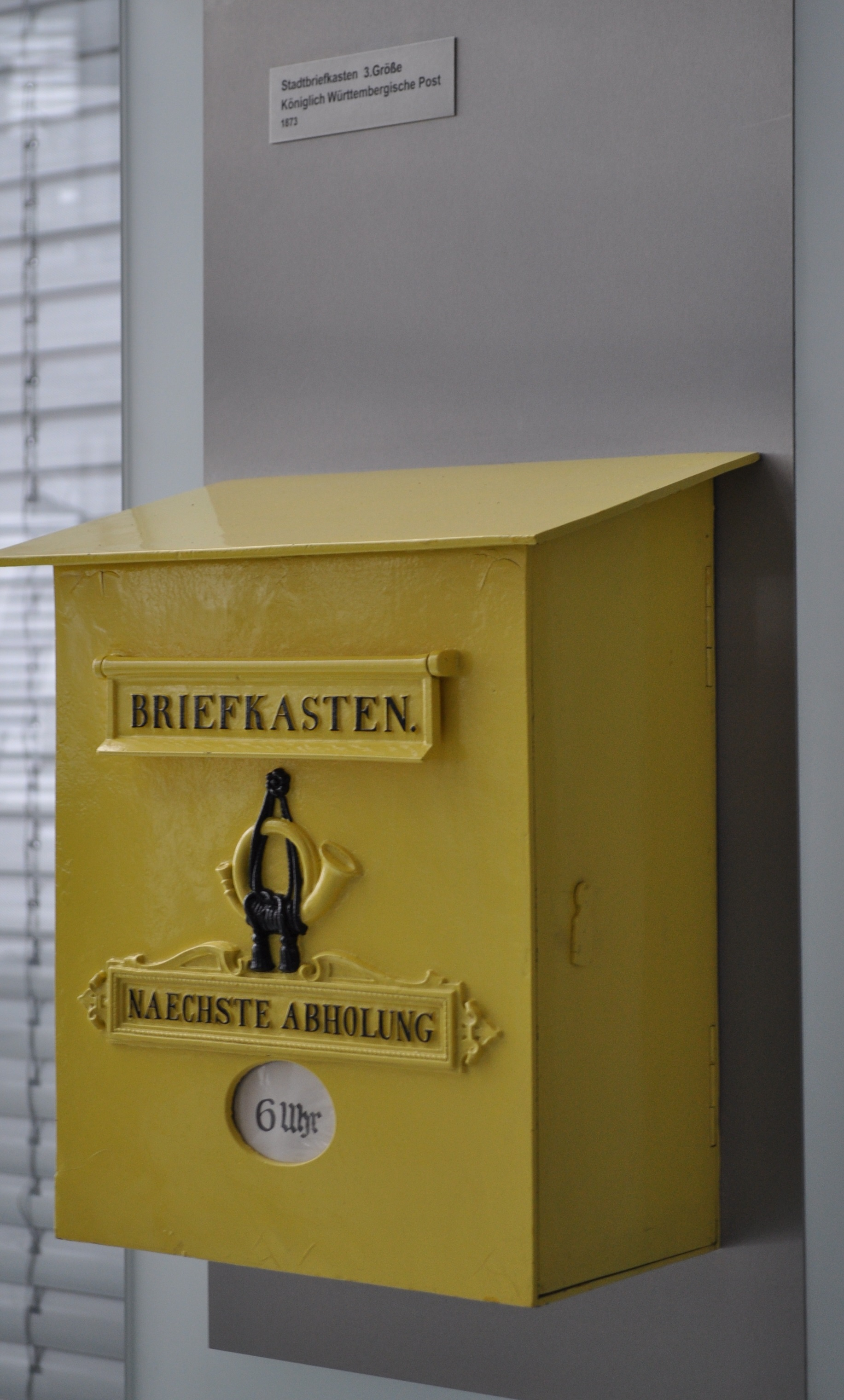
Stadtbriefkasten 3. Größe, Königlich Württembergische Post 1873

### Präsidenten der württembergischen Postdirektionen
Die 1806 gegründete Oberpostdirektion in Württemberg lag stets in Stuttgart und war dem Departement der auswärtigen Angelegenheiten untergeordnet. Die Oberpostämter in Stuttgart, Biberach bzw. ab 1810 Ulm, Heilbronn und Tübingen waren die Mittelstellen zwischen der Oberpostdirektion und den Postämtern. Der Oberpostdirektion stand als höchster Vertreter jeweils ein Präsident vor.
- 1806–1808: Ludwig von Taube (1771–1816)
- 1808–1819: Franz von Geismar
- 1819–1851: Postlehensvertrag mit Thurn und Taxis
- 1851–1863: Franz August von Scholl († 1880)
- 1863–1868: Ludwig von Schwarz (1814–1880)
- 1868–1884: August Friedrich von Hofacker (1824–1906)
- 1884–1901: Theodor Maximilian Ludwig von Weizsäcker (1830–1911)
- 1901–1903: Eberhard von Böltz (1831–1917)
- 1903–1912: Otto von Majer (1844–1919)
- 1912–1932: Karl von Metzger (1867–1943)
- 1932–1936: Hugo Oetinger (1871–1950)
- 1936–1943: Wilhelm Auer (1881–1943)
- 1943–1945: Otto Streich (1892–1957)
- 1945–1947: Felix Reichert (1878–1958)
- 1947–1948: Konstantin Ilg (1879–?)
- 1949–1956: Heinz Hohner (1907–1967)
- 1956–1968: Hans Joachim Münzel (1903–1986)
- 1968–1976: Hermann Dieterich (1911–1992)
- 1976–?: Otto Träger (1928–?)

## Tarifbestimmungen für den inneren württembergischen Postverkehr

Gegenüberstellung der Orts-Gebühren

Bei der Vereinigung zur Deutschen Reichspost zum 1. Januar 1872 waren den Württembergern die Feststellung der reglementarischen und Tarifbestimmungen für den internen Post- und Telegraphenverkehr in Artikel 52 der Reichsverfassung als Sonderrecht zugestanden worden.
Es galten in Württemberg seit dem 1. Juli 1875 (Einführung der Markwährung) ermäßigte Gebühren nach nebenstehender Tabelle. Alle anderen Portosätze entsprachen denen des Reichspostgebietes.

Württembergische Orts-Gebühren

Bei gleichzeitiger Auslieferung von mehr als 50 gleichlautenden Drucksachen wurde für die weiteren ein Rabatt von 25 % gewährt.
In Württemberg bestanden lange Zeit außer den Postanweisungen in Kartenform noch Umschläge, die zur Aufnahme von brieflichen Mitteilungen benutzt werden konnten.
Eine weitere Abweichung gab es bei den Portofreiheiten. Hier war nicht nur der Verkehr in Angelegenheiten des Staates, sondern auch diejenigen in Sachen der Kirchen, Schulen, öffentlichen Stiftungen und Wohlfahrts-Anstalten wie die Wohltätigkeitsvereine, die Landes-Sparkassen, Bibelgesellschaften usw. portofrei.
Der interne Tarif für Württemberg wurde zum 1. April 1881 verändert. Es sollte damit eine Anpassung an den Reichsposttarif eingeleitet werden. Die Entfernung, auf welche die ermäßigte Tarife im Nachbarschaftsverkehr beruhten, wurde von 15 km auf 10 km eingeschränkt. Die im Oberamtsverkehr bestehenden Portoermäßigungen wurden dadurch nicht verändert. Ebenso blieb die bestehende Bestellgeldfreiheit erhalten. Selbst Pakete wurden, falls möglich, kostenfrei zugestellt, andere mussten abgeholt werden.
Gegen Bestrebungen, die Portofreiheit völlig abzuschaffen, wurden heftig protestiert. Der württembergische König hätte sie durch Verordnung jederzeit beseitigen können, er hat sie lediglich eingeschränkt.
Für den Verkehr der Staatsbehörden wurden von der Postverwaltung besondere Postwertzeichen, mit der Inschrift „Amtlicher Verkehr“, hergestellt. Sie wurden nicht am Schalter verkauft, sondern mussten in größeren Mengen von den Postdirektionen bezogen werden bzw. von den Postamtsleitern größerer Orte gegen Quittung für Rechnung der Ministerialkasse bezogen werden. Ein Nachweis über den Verbrauch der Wertzeichen wurde nicht geführt. Die Sendungen erforderten ein amtliches Siegel oder Stempel oder die Unterschrift des Absenders mit Amtsbezeichnung.
Seit dem 1. April 1881 gab es Portofreiheit noch für die königliche Familie, das Haus Thurn und Taxis, die reichsgesetzlichen Portofreiheiten, Vergünstigungen für Militär und die kaiserliche Marine und die Portofreiheit in Dienstangelegenheiten der Post- und Telegraphenverwaltung.
Literatur:
- Briefportotaxe im inneren Verkehr. In: Handwörterbuch des Postwesens. Berlin 1927, S. 154 ff.
- Änderungen der Tarifbestimmungen für den inneren württembergischen Postverkehr. In: Archiv für Post- und Telegraphie. S. 268–274

## Briefmarken von Württemberg

### Kreuzerwährung

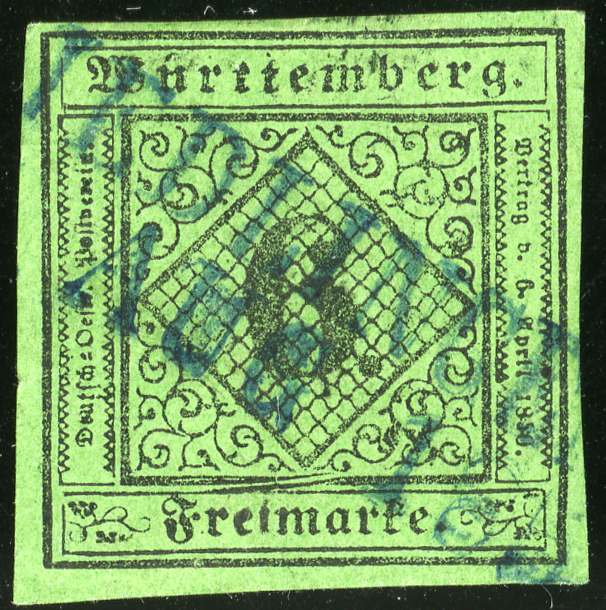
Erste württembergische Briefmarken Auflage von 1851

Die ersten Briefmarken wurden in Württemberg am 15. Oktober 1851 verausgabt. Die Postwertzeichen trugen im Mittelpunkt die Wertangabe in einer großen Zahl, an der oberen Seite das Wort „WÜRTTEMBERG“ und in der unteren „FREIMARKE“, in sehr kleiner Schrift steht links „DEUTSCH-ÖSTERR. POSTVEREIN“ und rechts „VERTRAG v. 6. APRIL 1850“.

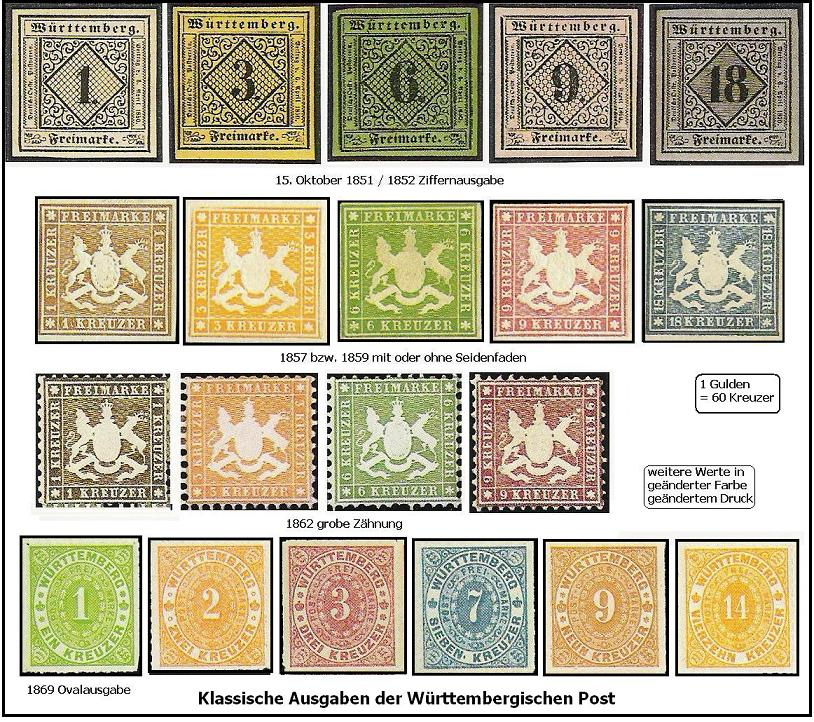
Württembergische Briefmarke in Kreuzer-Währung

In geänderter Form erschien 1857 eine neue Freimarkenserie. In der Mitte stand nun das Wappen des Königreichs, darüber, im Rahmen „FREIMARKE“, rechts, links und unten „1 KREUZER“, bzw. 3, 6, 9 oder 18 Kreuzer. Es gab diese Marken mit und ohne Seidenfaden. Ab 1862 erschienen die Marken in geänderten Farben.
1869 erschien eine neue Freimarkenserie. In einem Doppeloval stand oben „WÜRTTEMBERG“ und unten der Wert in Buchstaben und Wertstufe „EIN KREUZER“. Die Postwertzeichen der württembergischen Staatspost wurden 1871 weiter verwendet, mit gleichem Bild erschien der letzte Ergänzungswert 1874.
B. E. Crole nennt außerdem eine Marke für Briefe, deren Empfänger nicht zu ermitteln und die dem Absender zurückzusenden waren. Diese Marken trugen in einem runden Schild das württembergische Wappen mit der Krone und die Umschrift „COMMISSION FÜR RETOURBRIEFE“. Die Farbe ist schwarz auf weiß.
Württemberg führte Freikuverts erst 1862 ein. Die Werteindrucke waren achteckig, enthielten in der Mitte die Wertangabe in großen Zahlen, oben das Wort „WÜRTTEMBERG“ und unten die Angabe des Wertes in Buchstaben in den Wertstufen 3 Kreuzer, rosa, 6 Kreuzer, blau, 9 Kreuzer, braun, in unterschiedlichen Farbspielen. 1865 kam ein 1-Kreuzer-Wert in grüner Farbe hinzu. Unterschieden werden die Klappenstempel. Weiter gab es Postanweisungs-Umschläge (1867) und Postkarten (1870).
1874 gab es eine Paketkarte mit achteckigem Werteindruck. In der Mitte war das große württembergische Wappen mit der Krone, oben stand „FREIMARKE“, unten und seitlich „18 KREUZER“.
Am 30. Juni 1876 verloren auch die 7- und 14-Kreuzer Marken ihre Gültigkeit, noch ein Jahr waren sie als 20- und 40-Pfennigmarken weiter verwendet worden.

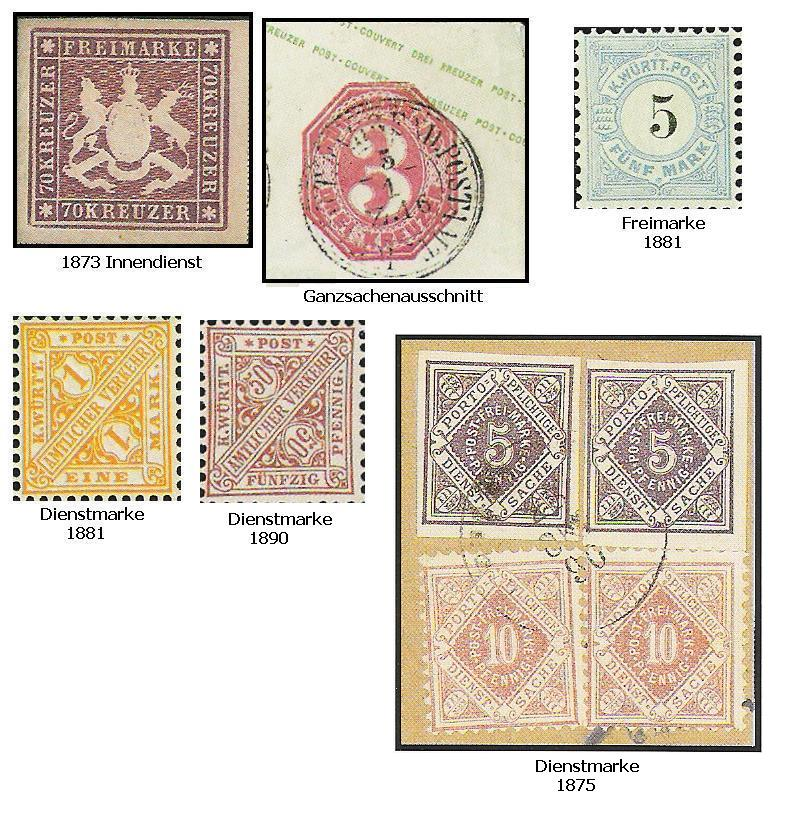
Weitere Württembergische Briefmarken

### Pfennigwährung
Nach der Währungsreform, der Umstellung auf Deutsche Mark zu 100 Pfennigen, ließ die Post anfangs auch Mischfrankaturen mit Marken in beiden Währungen zu. Am 1. April 1902 verzichtete die Kgl. Württembergische Regierung auf die Ausgabe eigener Freimarken und benutzte die des Deutschen Reiches. Die württembergischen Postwertzeichen wurden am 1. Januar 1903 ungültig.
Dienstmarken gab es in Württemberg ab 1875. Zunächst wurden nur Dienstmarken für die Gemeindebehörden ausgegeben, die auch nur innerhalb des jeweiligen Oberamtsbezirks gültig waren. Für Dienstsendungen nach außerhalb mussten normale Freimarken verwendet werde. Erst 1891 wurde diese Beschränkung aufgehoben, die Marken waren dann überall innerhalb Württembergs gültig.
Die Dienstmarken für Staatsbehörden mit der Inschrift „Amtlicher Verkehr“ oder „Staatsmarke“ wurden erst am 1. April 1881 eingeführt. Die bis dahin bestehenden umfangreichen Portofreiheiten wurden damit fast ganz abgeschafft. Nur das Königshaus und das Militär kamen noch in den Genuss von Portofreiheit für Postsendungen.